# Mecalodon
Mecalodon in Walibi Belgium (Wavre, Wallonisch-Brabant, Belgien) ist eine Stahlachterbahn vom Modell Airtime Coaster des Herstellers Gerstlauer Amusement Rides, die am 5. April 2025 eröffnet wurde. Sie befindet sich an der Stelle, an der sich zuvor die Bootsfahrt Gold River Adventure befand.
Die 925 m lange Strecke erreicht eine Höhe von 15 m. Linearmotoren (LSM) beschleunigen die Züge auf eine Höchstgeschwindigkeit von 65 km/h. Dazu gibt es zu Beginn der Fahrt einen LSM-Abschuss und während der Fahrt zwei weitere Abschnitte mit LSM-Boosts. Die Fahrgäste erleben dabei 14 Airtimemomente.
Sie wurde in den neu erschaffenen Themenbereich Dock World integriert, in die auch die bereits bestehende Achterbahn Turbine integriert wurde.

## Züge
Mecalodon besitzt drei Züge mit jeweils fünf Wagen. In jedem Wagen können vier Personen (zwei Reihen à zwei Personen) Platz nehmen.